# Philipp Eng
Philipp Eng, né le 28 février 1990 à Salzbourg (Autriche), est un pilote  automobile autrichien. En 2008, il a réalisé un test en Formule 1 pour l'équipe BMW Sauber F1 Team.

## Carrière automobile
- 2006 : Formule BMW ADAC, 10e
- 2007 : Formule BMW ADAC, 3e (1 victoire)
- 2008 : Championnat d'Allemagne de Formule 3, 11e
- 2009 : Formule 2, 8e (1 victoire)
- 2010 : Formule 2, 6e (3 victoires)
- 2011 : ADAC GT Masters, non classé.

## Résultats aux 24 heures du Mans
| Année | Équipe                | Voiture               | Équipiers                         | Résultat |
| ----- | --------------------- | --------------------- | --------------------------------- | -------- |
| 2016  | Dempsey-Proton Racing | Porsche 911 RSR (991) | Richard Lietz Michael Christensen | 31e      |
| 2018  | BMW Team MTEK         | BMW M8 GTE            | Nick Catsburg Martin Tomczyk      | 33e      |
| 2019  | BMW Team MTEK         | BMW M8 GTE            | Nick Catsburg Martin Tomczyk      | 47e      |